# Formatio reticularis
De formatio reticularis bestaat uit een netwerk van onderling nauw verbonden zenuwcellen. Dit netwerk ligt voor het grootste deel in de hersenstam, een onderdeel van de hersenen. Zij begint in het onderste deel van het myelencephalon en strekt zich over de pons uit tot in het diëncephalon. De formatio reticularis  is verantwoordelijk voor de regulatie van de activatietoestand van het zenuwstelsel, ook wel arousal genoemd. 

## Geschiedenis
De ontdekking van de functie van de formatio reticularis wordt toegeschreven aan Giuseppe Moruzzi en Horace Magoun. Deze onderzoekers ontdekten in 1949 dat elektrische stimulatie van de formatio reticularis van verdoofde proefdieren het EEG veranderde van een slaap- naar een waakpatroon. Deze veranderingen in het EEG gingen tevens gepaard met activiteit op gedragsniveau. Hun werk bouwde voort op dat van Frederic Bremer die rondom het jaar 1935 proeven deed met katten waarbij transsecties (horizontale doorsnijdingen) waren toegebracht op verschillende niveaus van de hersenstam. Als de transectie werd aangebracht in het bovenste deel van de hersenstam waren de proefdieren inactief en toonde hun EEG het beeld van slaap. Bremer noemde dit experiment cerveau isolée (geïsoleerd brein), omdat de transsectie het brein had beroofd van praktisch alle afferente stimulatie van de zintuigen. Kennelijk, dacht hij, was de toestand van slaap louter het gevolg van het ontbreken van zintuigelijke stimulatie. Kort daarop moest Bremer zijn theorie herzien. Als namelijk de transsectie wat lager in de hersenstam werd aangebracht (tussen de medulla oblongata en het ruggenmerg), vertoonden de proefdieren juist het tegenovergestelde beeld: een actief brein en gedrag. Deze tweede proefopzet noemde hij encephale isolée  (geïsoleerd encephalon). Omdat deze verschillen niet konden worden toegeschreven aan een verschil in afferente (zintuiglijke) input, concludeerde Bremer dat het verschil tussen beide toestanden wel het gevolg moest zijn van een actieve rol van het gebied in de hersenstam dat tussen beide transsecties in lag.

## Functies
Later bleek dat de werking van de formatio reticularis, die uit een groot aantal verschillende kerngroepen bestaat, uitermate complex is. Zo speelt de formatio reticularis een belangrijke rol bij het regelen van het bewustzijnsniveau en het slaap-waakritme. Ook is zij betrokken bij de regulatie van motivationele processen, spierrekkingsreflexen en de coördinatie van autonome functies als ademhalen, hartslagfrequentie en pijnbeleving. 
De formatio reticularis heeft een nauwe anatomische relatie met veel hersenzenuwkernen. Wanneer een hersenstamaandoening leidt tot daling van het bewustzijnsniveau, gaat dit vaak gepaard met andere hersenstamverschijnselen. Zij ontvangt via collataralen van afferente zintuigbanen prikkels van de buitenwereld. Ook ontvangt zij prikkels van binnen uit het lichaam, via interosensoren van diverse organen (hart, bloedvaten, darmen, longen), in lichaamsholten (urineblaas, uterus) en in bijzondere vorm: nocisensoren ("pijn") en propriosensoren (voor registratie van beweging en houding in evenwichtsorgaan, spieren, gewrichten en pezen). 

## Circuits
Neuronen in de formatio reticularis hebben over het algemeen diffuse projecties naar andere gebieden in het centrale zenuwstelsel.
We kunnen hierbij drie belangrijke circuits onderscheiden, namelijk een reticulospinaal circuit, een reticulothalamocorticaal circuit en een buitenthalamisch corticaal circuit. Het reticulospinale circuit regelt voornamelijk motorische functies zoals de spiertonus, reflexen en autonome functies als ademhaling en hartslagfrequentie. De activatie van de hersenschors wordt vooral geregeld door het reticulothalamocorticale en het buitenthalamisch corticale circuit (zie ook arousal). De werking van het eerste circuit berust daarbij op de aansturing van de 'poorten' in de thalamus, die de informatiestroom van de zintuigen naar de cortex regelen. Hierbij zijn vooral niet-specifieke thalamuskernen betrokken. De werking van het meer directe buitenthalamische corticale circuit berust daarentegen op de afgifte van neurotransmitters in kerngebieden van de hersenstam, die de prikkelbaarheid van corticale zenuwcellen moduleren (versterken of verzwakken; zie verder beneden). Ten slotte bestaan er ook vele terugkerende of reciproque circuits van de cortex naar de structuren in de formatio reticularis.

## Rol van neurotransmitters
Binnen in de formatio reticularis bevinden zich drie belangrijke clusters van zenuwcellen die de werking van neurotransmitters in corticale en subcorticale gebieden regelen. 

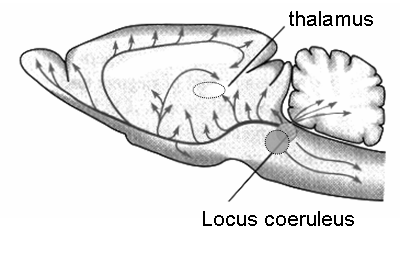
Het diffuse noradrenalineprojectiesysteem van de hersenstam naar de cortex, in de hersenen van de rat

Dit zijn de volgende groepen van neurotransmitters, met tussen haakjes steeds de voornaamste kerngroep aangegeven waaruit zij ontspringen: noradrenaline (locus caeruleus), dopamine (substantia nigra) en serotonine (nuclei rhaphes). Noradrenaline en serotonine hebben diffuse projecties naar verspreide corticale doelgebieden. Hun werking is soms moeilijk te onderscheiden. Ze zijn beiden betrokken bij de regulatie van het slaap-waakritme. Dopamine heeft projecties naar meer specifieke gebieden. Dit zijn onder andere de dorsale en ventrale delen van het striatum (een deel van de basale ganglia) en de prefrontale cortex. Dit betekent dat dopamine niet alleen een effect heeft op spieractiviteit, maar ook op motivationele en emotionele processen. Stimulerende psychofarmaca (zoals amfetaminen) grijpen ook meestal in op het dopaminerge systeem. Ook acetylcholine (tegmentum en nucleus basalis van Meynert) kan men ten slotte zien als een neurotransmitter die de corticale activatie helpt te reguleren. Zo is het bekend dat acetylcholine interageert met de werking van dopamine op motorische structuren. Te weinig of te veel beweeglijkheid kan daarom een gevolg zijn van een tekort of overschot aan dopamine, of (respectievelijk) een overschot c.q. tekort aan acetylcholine.